# 玉子 (電影)
《玉子》（韩语： Okja）是一部2017年韓國和美國合拍的動作冒險片，由奉俊昊執導並和強·朗森共同編劇。電影由韓國童星安瑞賢、英國演員蒂達·史雲頓、美國演員保羅·迪諾和傑克·葛倫霍主演。
本片入選第70屆坎城影展正式競賽單元。。後於2017年6月28日在Netflix上發行。

## 劇情
講述了巨大生物“玉子”和與它一起在山谷長大的少女美子之間結下真摯友誼並展開奇異征程的故事。本來玉子是一間公司的比賽產品，因比賽快將完結，玉子需要回到公司接受評分而離開少女美子。因為對玉子的不捨令美子抱著必死的決心踏上了尋找玉子的征程，並被捲入了意想不到的陰謀...

## 演員
- 安瑞賢 飾 美子（Mija）[5]：年幼的農家女孩，將玉子視為朋友。
- 蒂達·史雲頓 飾 露西·米蘭多（Lucy Mirando）[5]：米蘭多公司的權勢CEO，試圖利用玉子來獲利。
- 保羅·迪諾 飾 傑（Jay）[5]：動保組織的領導人。
- 傑克·葛倫霍 飾 強尼·威爾科克斯博士（Dr. Johnny Wilcox）[5]：熱心的動物學家。
- 邊希峰 飾 熙奉（Heebong）[5]
- 史蒂文·連 飾 凱（K）[5]：動保組織的活動家。
- 莉莉·柯林斯 飾 芮德（Red）[5]：動保組織的活動家。
- 尹帝文 飾 蒙頓·帕克（Mundo Park）[5]
- 雪莉·韓德森（英语：Shirley Henderson） 飾 珍妮佛（Jennifer）[5]
- 丹尼爾·亨歇爾（英语：Daniel Henshall） 飾 布林頓（Blond）[5]
- 戴文·博斯蒂克 飾 西佛（Silver）[5]
- 崔宇植 飾 金（Kim）[5]
- 吉安卡洛·伊坡托 飾 法蘭克·道森（Frank Dawson）[5]

## 製作
2015年10月，宣布奉俊昊的下一部電影將由韓國女演員擔任主角，英語演員飾演配角，並預定於紐約拍攝。2015年11月10日，Netflix和B計劃娛樂以5000萬美元的預算收購了本電影，並打算從2016年底開始製作、於2017年發行。達利爾斯·康德吉於2016年2月加入擔任電影的攝影師。2016年3月，莉莉·柯林斯加入演出。
主要攝影於2016年4月22日在韓國的首爾開始。結束後，劇組於2016年7月31日移至加拿大的溫哥華攝製。
導演奉俊昊聲稱，「玉子（Okja）」在片中是一種「很害羞內向的動物，這是我們以前從未見過的獨特動物。」

## 發行
《玉子》最先於2017年5月18日在第70屆坎城影展上首映。電影定於2017年6月28日在Netflix平台上發行。

## 反響
《玉子》在爛番茄上基於241條評論（208條好評，33條差評），持有86%的新鮮度，平均得分7.6／10。而在Metacritic上基於36條評論（29條好評，6條褒貶不一，1條差評），則獲得了75分（滿分100），代表「普遍正面的評價」。
電影在第70屆坎城影展上首映的期間，因在Netflix的標誌出現在銀幕上時出現了技術上的故障（呈現了長達7分鐘的錯誤長寬比），而使得電影遭到了台下觀眾的噓聲。後來影展隨即向電影製片人道歉。儘管如此，電影結束後仍獲得了觀眾四分鐘的起立鼓掌，以及普遍好評。

## 外部連結
- 互联网电影数据库（IMDb）上《玉子》的资料（英文）
- 《玉子》- 正式預告 - Netflix （页面存档备份，存于）